# Коршенброх
Коршенброх (нем. Korschenbroich) — город в Германии, в земле Северный Рейн-Вестфалия.
Подчинён административному округу Дюссельдорф. Входит в состав района Рейн-Нойс. Население составляет 33,2 тыс. человек (2009); в 2000 г. — 33,7 тысяч. Занимает площадь 55,26 км². Официальный код — 05 1 62 020.
Город подразделяется на 6 городских районов.

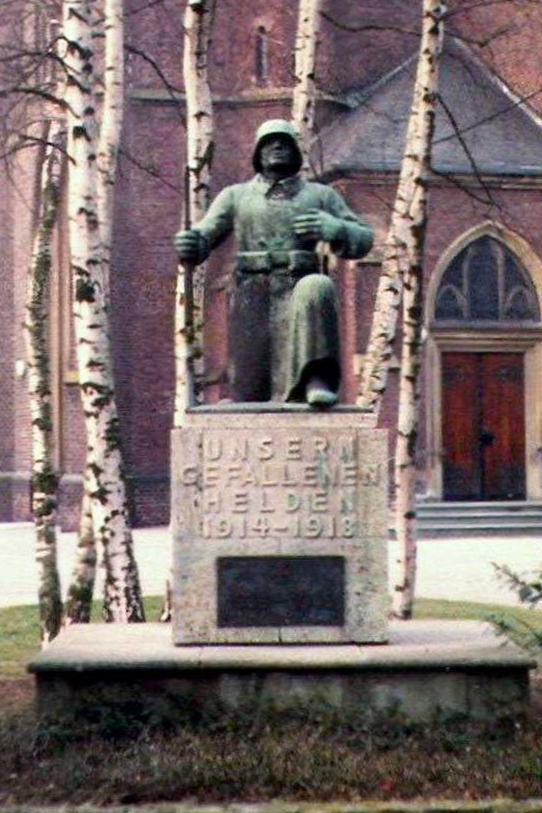
Коршенброх

## Состав коммуны
- Пеш

## Города-побратимы
- Карбон (Франция)